# Agathosma sabulosa
Agathosma sabulosa är en vinruteväxtart som beskrevs av Otto Wilhelm Sonder. Agathosma sabulosa ingår i släktet Agathosma och familjen vinruteväxter. Inga underarter finns listade i Catalogue of Life.